# 侍浜南インターチェンジ
侍浜南インターチェンジ（さむらいはまみなみインターチェンジ）は、岩手県久慈市にある三陸沿岸道路（久慈北道路）のインターチェンジである。
久慈方面出入口のみのハーフインターチェンジとなっている。

## 歴史
- 2020年（令和2年）
  - 2月4日 : IC名称が「侍浜南IC」で正式決定[1]。
  - 3月1日 : 侍浜IC - 久慈北IC間 開通に伴い、供用開始[1]。

## 道路

### 本線
- E45 三陸沿岸道路（久慈北道路、67番）

### 接続する道路
- 直接接続
  - 国道45号

## 隣
E45 三陸沿岸道路（久慈北道路）
(66) 久慈北IC - (67) 侍浜南IC - (68) 侍浜IC